# أسعد وجدي رزوق
أسعد وجدي رزوق (وُلد سنة 1964 في بيروت، لبنان) هو رائد أعمال لبناني بريطاني في مجال الطاقة النظيفة، ومؤلف، ومقدم بودكاست، ومعلق.

## سيرته الذاتية
يشغل أسعد رزوق منصب الرئيس التنفيذي لشركة غورين إنرجي، والتي شارك في تأسيسها في سنة  2021. هي منصة لتطوير الطاقة المتجددة يقع مقرها الرئيسي في سنغافورة والتي تركز على مشاريع الطاقة المتجددة الجديدة في مختلف أنحاء آسيا
صدر كتابه الأول "إنقاذ الكوكب من دون هراء" سنة 2022عن دار أتلانتيك بوكس للنشر. كما يُقدم أسعد رزوق بودكاست The رجل الطاقة النظيفة الغاضب.
شغل رزوق سابقاً منصب رئيس مجلس الإدارة والرئيس التنفيذي لشركة سينديكاتوم، التي شارك في تأسيسها سنة 2005، وتُعد سينديكاتوم  (سنغافورة) منصة متخصصة في تطوير وامتلاك وتشغيل مشاريع الطاقة النظيفة في آسيا. . 2] وخلال الفترة من 1993 إلى 2002، عمل أسعد رزوق مصرفيًا استثماريًا في شركة نومورا الدولية في لندن، حيث شغل على التوالي منصب رئيس مجموعة الشرق الأوسط (1993-1997)، ورئيس قسم التمويل المؤسسي للأسواق الناشئة (1997-1999)، و رئيس تمويل الشركات للمؤسسات المالية، والاتصالات، والتكنولوجيا (1999-2001) ثم نائب رئيس قسم تمويل الشركات العالمي (2001-2002).
كما أسس رزوق أول معرض فني معاصر للشرق الأوسط في جنوب شرق آسيا، وهو "معرض سنّا" في سنغافورة

## التعليم
تخرج أسعد رزوق من جامعة سيراكيوز بدرجة امتياز مع مرتبة الشرف العليا، ثم حصل على درجة الماجستير في إدارة الأعمال من جامعة كولومبيا في نيويورك كما مُنح درجة الدكتوراه الفخرية في تغيّر المناخ، والتنمية المستدامة، والتعاون الدولي من جامعة تيري ‏ في الهند.

## العضويات
و يشغل عضوية مجلس إدارة في كلاينت إيرث ‏، وهي منظمة بيئية تستخدم القانون لحماية الأرض وسكانها؛ كما أنه عضو في مجلس إدارة "إي بي إمباكت، وهي منظمة غير ربحية مقرها سنغافورة تقدم التدريبات والبرامج للمجتمعات المحرومة في منطقة آسيا والمحيط الهادئ؛وهو منتسب لمعهد الشرق الأوسط في واشنطن العاصمة بصفته خبيراً في مشروع الشرق الأوسط وآسيا.3] ويشغل أيضا عضوية المجلس الاستشاري لمجموعة "إيكو-بيزنس" الإعلامية، وعضوية المجلس الدولي لكلية الطب يونج لو لين التابعة للجامعة الوطنية في سنغافورة.

## قائمة المؤلفات
- إنقاذ الكوكب من دون هراء (2022، دار نشر أتلانتيك بوكس، (ردمك 9781838954628) )

## الجوائز و التكريمات
نال أسعد رزوق بجائزة " القيادي المؤسسي الأكثر تقدما " التي تمنحها رابطة الاستثمار المستدام والمسؤول في آسيا  سنة 2011. كما اختير ضمن قائمة أبرز 50 رائداً في مجال خفض الانبعاثات الكربونية من قِبل مجلة سي إن بي سي بيزنس في يونيو 2007، وأُدرج اسمه ضمن قائمة أقوى 600 شخصية في عالم المال التي تصدرها مجلة جلوبال فاينانس في سبتمبر 1998. تكما تم اختيار أسعد رزوق ضمن قائمة العشرين من الرؤساء التنفيذيين الأكثر تأثيرًا على تويتر في العالم من طرف معهد إنسياد في ماي 2016، وهي قائمة ضمت أيضا قادة مثل تيم كوك، وبيل جيتس، وإيلون ماسك، وريتشارد برانسون.

## روابط خارجية
- نقابة الطاقة المتجددة
- معرض سناء
- صحيفة الديلي ستار، بيروت، لبنان، 20 أكتوبر 2012.
- أسريا
- سيرة رزوق في صحيفة الإندبندنت (مؤرشف من الأصل)، 17 سبتمبر/أيلول 2012.
- بلومبرج نيوز، 7 ديسمبر 2011.
- بلومبرج نيوز، 25 يناير 2011.
- رزوق لرويترز: خطة كيوتو للكربون تحتاج إلى الأميركيين (أرشيفية من الأصل) 20 نوفمبر/تشرين الثاني 2009.
- الأعمال البيئية